# Neunkirchen (Nadrenia Północna-Westfalia)
Neunkirchen – gmina w Niemczech, w kraju związkowym Nadrenia Północna-Westfalia, w rejencji Arnsberg, w powiecie Siegen-Wittgenstein.

## Współpraca
Miejscowości partnerskie:
- Gainsborough, Anglia
- Pausa-Mühltroff, Saksonia
- Falkensee, Brandenburgia